# BOLDLY
- ソフトバンクグループ > ソフトバンク > BOLDLY
- ソフトバンクグループ > ヤフー (企業) > BOLDLY

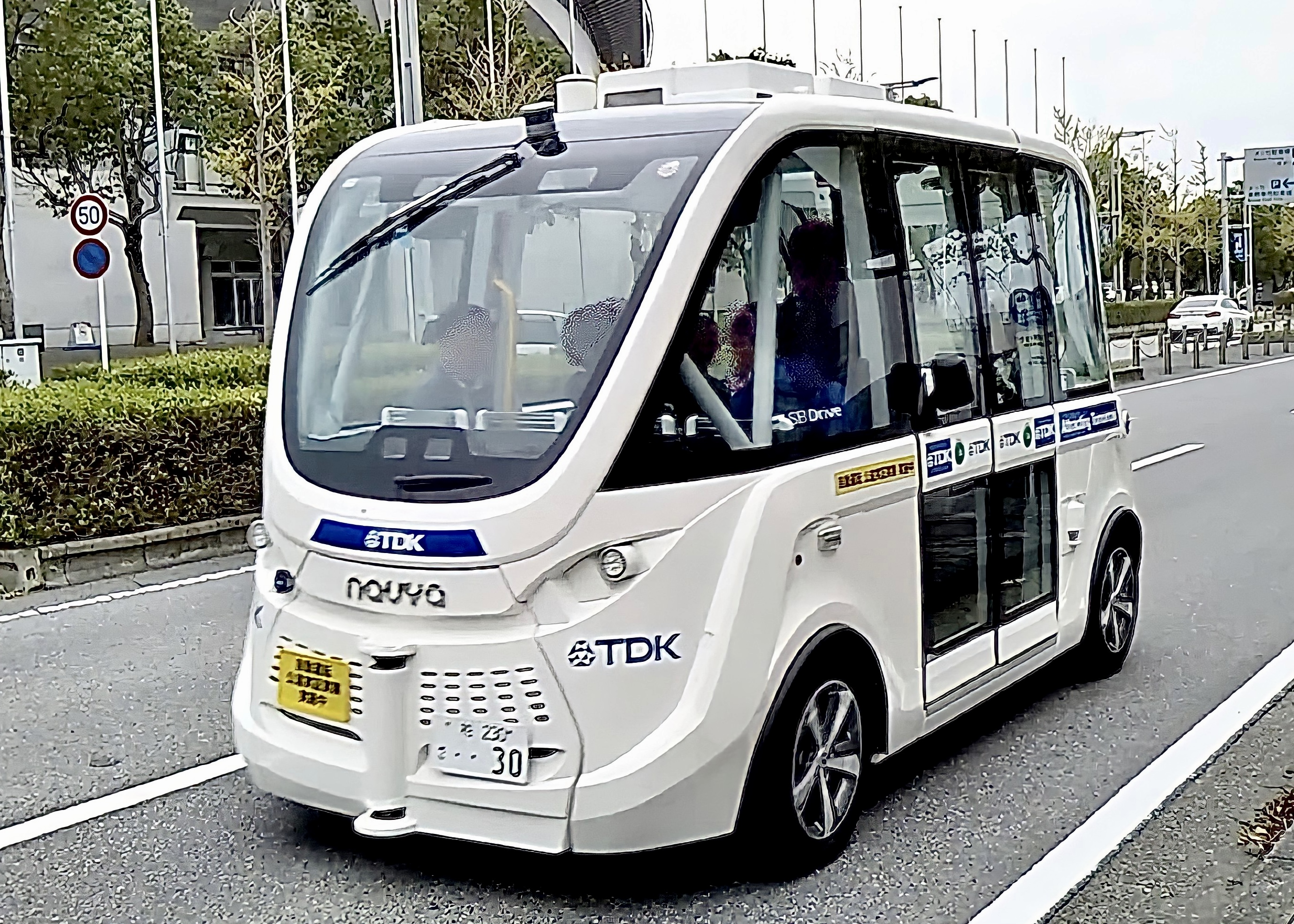
CEATEC JAPAN2019にて実証実験運転を行なう自律走行バス（2019年10月17日撮影）

BOLDLY株式会社（ボードリー）はソフトバンクと先進モビリティの合弁会社であり、スマートモビリティサービスの事業を行う企業である。

## 概要
先進モビリティ、ソフトバンク、ヤフーなどが連携し自動運転技術を活用した特定地点間のコミュニティーモビリティーや隊列および自律走行による物流・旅客運送事業などの社会実証・実用化に取り組む。
ソフトバンクと合弁を組む「先進モビリティ株式会社」は、2014年6月に東京大学生産技術研究所次世代モビリティ研究センターを母体として設立された大学発ベンチャーである。 当社設立に際し、ソフトバンクが同社の第三者割当増資を引受け5億円を出資、株式の40%を取得している。 先進モビリティへは、磁気センサ技術を保有するトヨタ自動車系の愛知製鋼が2018年2月に17.2％の資本参加をしている。
政府が2020年までに自動運転車の公道利用解禁を目標に掲げたことを受け、先進モビリティの障害物の検知や加速・減速、ハンドル操作などの自動運転技術とソフトバンクの通信基盤やセキュリティ、ビッグデータ分析利用ノウハウとYahoo!JAPANのフローティングカーデータを活用し、2018年を目処に走行ルートが事前に決まるバスやトラック向けの自動運転車両の販売や貸与事業の実用化を目指している。運転手の高齢化や過疎化に悩むバス会社や地方自治体の需要を狙う他、ヤフーがスマートフォンを使った送迎バスの予約や決済などの関連サービスも開発し、将来は出資する海外のタクシー配車サービス会社との連携を視野に入れている。
実証実験は中古のバスを自動運転車に改造して行われている。現在の自動運転技術はAIベースではないが、将来的には自動運転技術にNVIDIAのGPUおよび車載人工知能エンジンDRIVE PX2を利用する計画がある。2016年10月時点で4自治体と協定を締結しており、福岡県北九州市・静岡県浜松市とは地方都市モデル、鳥取県八頭町とは中山間地域モデル、長野県白馬村では観光地モデルを試し、今後は離島モデル、被災地モデルの2つを加えて、5つのモデルでカバーしていく見込み。

## 導入技術

### Dispatcher
レベル4自動運転の実施にあたり導入している遠隔運行管理システム。カメラ映像を大型二種免許を所有するスタッフが遠隔操作で常時監視できるようにしたもの。スタッフはPCモニタを通じて自動運転バスの現在地、車の情報をリアルタイムに把握できるとされる。現在は自動運転バス車内にもバスを停止するスタッフが常駐して2人体制で監視しており省力効果は期待できないが、「将来的には1セットのDispatcherで複数台のバスを監視するなどの効率化」を目指している。

### アバターテレポーテーション
株式会社SpiralMindの開発した車内コンテンツ開発用オープンAPI。遠隔で車両を監視している管理者の顔の目や鼻、口や頭の傾きを検出し、バス車内のディスプレイのCGキャラクターに反映させる技術で、遠隔地にいるオペレーターがアバターを通して自動運転車に不慣れな乗客に対し温かみのあるサポートを行う。福岡空港のデモンストレーションでは渋谷にいる声優の表情をiPhone Xの顔認証技術を用いて読み取りバーチャルバスガイドとして自動運転の解説を行った。

## 使用車両

### ナビヤ・アルマ

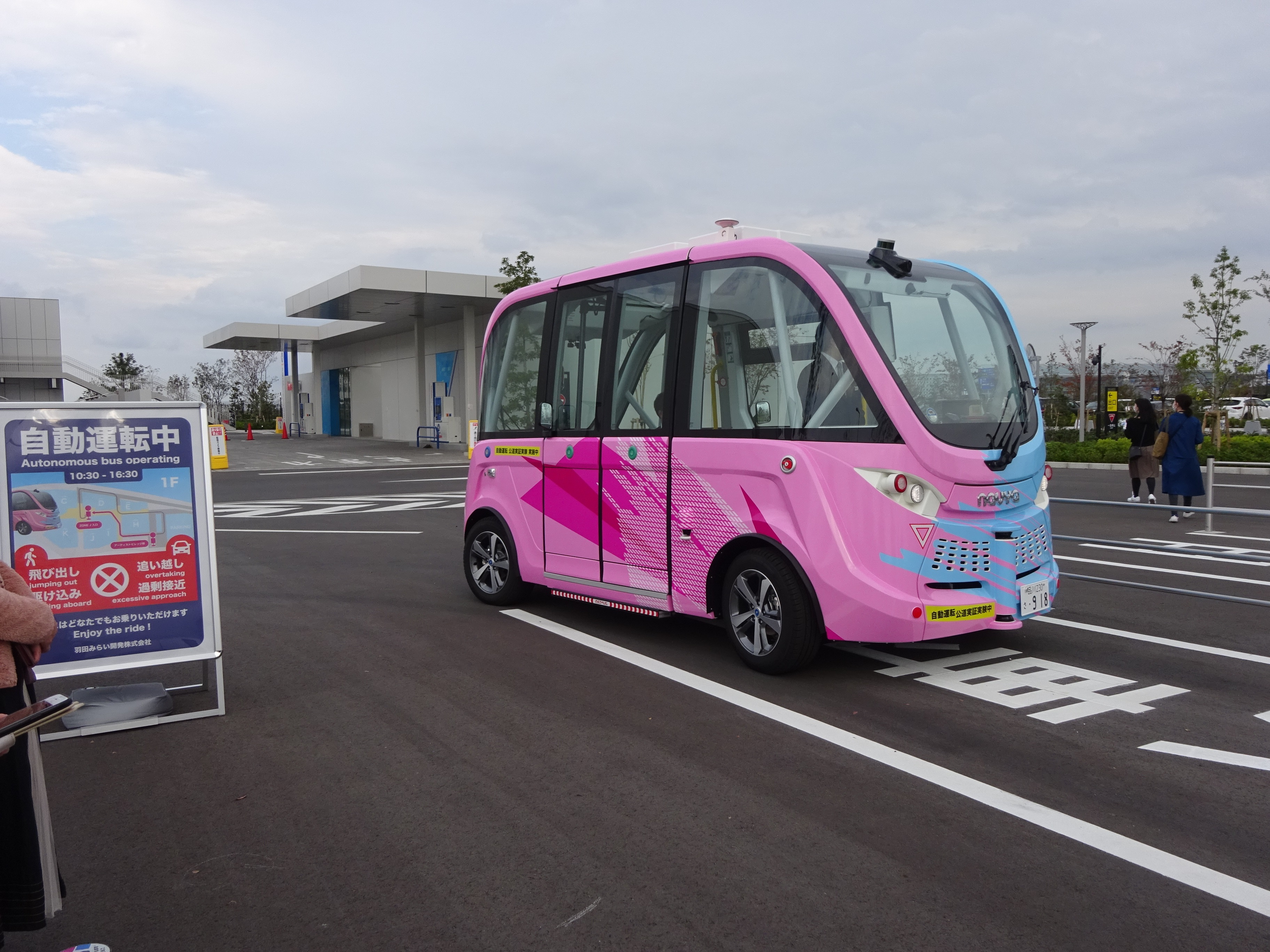
自動走行実演中のナビヤ・アルマ

フランスのベンチャー企業「ナビヤ（NAVYA）」が設計・開発した自動運転専用の電気自動車。GPS等で自車位置を測位およびLiDARやカメラで障害物を検地することで、予め設定したルートを自律走行できると紹介されている。

### 日野・リエッセ
ポンチョ登場以前から実証実験に利用されている。中古車を改造した車両。

### 日野・ポンチョ
新車を先進モビリティが改造した車両。既存車両を改造することで安く調達することを試みている。また、EVよりも制御の難しいディーゼル自動車を用いて実験することでより高い技術を得ることも目標にしている。車両改造に要する期間は3ヶ月程度とされる。 改造コストは非公開だが商用化時点で1,000万～1,500万円程度に抑える予定。

### 仕様
| テクニカル・スペック | テクニカル・スペック                   | テクニカル・スペック                   | テクニカル・スペック                   |
| -------------------- | -------------------------------------- | -------------------------------------- | -------------------------------------- |
| 車名                 | ナビヤ・アルマ                         | 日野・リエッセ                         | 日野・ポンチョ                         |
| メーカー             | Navya SAS                              | 日野自動車                             | 日野自動車                             |
| 乗車定員             | 15名（座席数11）                       | 20名                                   | 28名（座席数10、運転席を含む）         |
| 動力                 | 電動機（定格出力15kW×1基）             | ディーゼルエンジン                     | ディーゼルエンジン                     |
| 設計上の最高速度     | 45km/h                                 | 40km/h                                 | 40km/h                                 |
| 設計上の走行時間     | 最長13時間                             | -                                      | -                                      |
| 車両寸法             | 全長4,750 mm×全幅2,110 mm×全高2,650 mm | 全長7,040 mm×全幅2,080 mm×全高2,850 mm | 全長7,140 mm×全幅2,250 mm×全高3,100 mm |
| 車両重量             | 2,400kg                                | 5,560kg                                | 5,900kg                                |
| 車両総重量           | 3,450kg                                | -                                      | -                                      |

## バスの公道定期運行に向けた取組
2020年1月27日、茨城県境町は2020年4月より電気自動運転バスの定期運転を開始すると発表した。境町は約5億2000万円の予算を組み、ナビヤ・アルマを3台購入し、改造した車両を5年間運行する予定。アルマは定員11名（乗員2名、乗客9名）、時速20km/hで往復5kmのルートを1日4往復し、無料で利用できる予定。当社がルート設定やセンサーの設置など運行システムを提供し、ナビヤの販売代理店であるマクニカが車両整備を担当してサポートする。
当初は車外オペレーターの管制要員と車内にドライバーと保安要員兼説明員の2名が乗車する3名体制で運用し、レベル2の自動運転となるが、ドライバーの介入は非常時の対応（飛び出しの緊急回避）や自動化されていない操作（追い越しや車庫入れや充電）に限定され、基本的に介入の必要がないレベル4相当の自動運転技術が用いられる予定。購入した改造使用車両は夏頃に納車されるため、4月のサービス開始時は当社の保有車両を借り受ける。開始当初は当社からスタッフが派遣されて運行管理と乗務員を担当するが、いずれ地元バス事業者に権限を移譲していく方針。

### 導入と運用コスト
前述の茨城県境町は3台の自動運転バスの5年間の運行・維持の費用として5億2000万円の予算を計上している。運転手・保安要員・監視員を配置すると3台で合計7名分の人件費がかかり、交代要員を含めると5年間で数億円と運行・維持予算の半分を人件費が占めるという。
バスの車両代は3台で1億5000万円。BOLDLYによる初期設定費用が数千万円。ランニングコストとして、運行管理システム「Dispatcher」の利用料は1台当たり月10万円程度であるため、3台で5年間1800万。そしてマクニカが担当する車両の維持管理費がかかる。
境町ではハンドルのない自動運転車を公道で走らせるために国土交通省が18年に創設した基準緩和認定制度を活用しており、かじ取り装置がない「特別装置自動車」を公道で走らせる条件の一例として「保安要員を配置すること」と記してあることを踏まえ、運転手とは別に保安要員を配置している。国交省自動車局技術政策課は「安全な運行を実現する一例を示したものであり、保安要員が必須なわけではない」と見解を示しているが、手続資料に「保安要員を配置すること」の記載がある以上、事業者の判断で保安要員を配置せずに運用することが憚られる状況にある。将来、運転手が保安要員を兼務できるようになれば重い人件費の負担が半減される見込みである。

## 沿革
- 2016年（平成28年）
  - 3月29日 ‐ ソフトバンクと先進モビリティが合弁会社設立で合意。
  - 4月1日 - SBドライブ株式会社設立。
  - 4月27日 - 福岡県北九州市との間で自動運転技術を活用した地域密着型のコミュニティーモビリティーの社会実証・実用化に向けた連携協定を締結[18]。
  - 5月23日 - 鳥取県八頭町と協定を締結[19]。
  - 7月21日 - ホンダとソフトバンクグループがAI分野で「感情エンジン」を活用した共同研究を開始[20]。
  - 8月25日 - 川崎重工業が「感情エンジン・自然言語対話システム」を活用した次世代モーターサイクルの開発に着手[21]。
  - 8月28日 - 長野県白馬村の間で協定を締結。[22]
  - 9月5日 - 静岡県浜松市とSBドライブ、スズキ、遠州鉄道の4者で協定を締結[23]。
  - 9月20日 - アイサンテクノロジーの受託した[24]愛知県による県内15市町における自動走行の社会受容性実証実験事業に参画。使用車両はZMP・RoboCar MiniVan[25]。
  - 10月20日 - NEDOの「フィリピンにおけるMobility as a System実証事業」をソフトバンクが受託。使用車両はBEMAC Electric Transportation Philippines・68VM[26]。
- 2017年（平成29年）
  - 3月8日 -フランスのベンチャー企業ナビヤから自動運転バスを2台購入[27]。
  - 3月10日 - 内閣府の戦略的イノベーション創造プログラム「自動走行システム」にて沖縄県南城市で行われるバス自動運転実証実験を受託。使用車両は日野・リエッセ[28]。
  - 3月17日 - 第三者割当増資によりヤフーが資本参加[29]。
  - 5月16日 - ソフトバンクが総務省の「高速移動時において1msの低遅延通信を可能とする第5世代移動通信システムの技術的条件等に関する調査検討」の請負人に選定[30]。
  - 7月14日 - プリンス芝公園で実施された自動運転バス調査委員会の実証実験に参加。使用車両はナビヤ・アルマ[31]。
  - 10月14日 - 北海道上士幌町で実施されたジャパンイノベーションチャレンジ2017の自動運転バスの実証実験に参加。使用車両はナビヤ・アルマ[32]。
  - 10月27日 - 戦略的イノベーション創造プログラム「自動走行システム」の沖縄におけるバス自動運転実証実験を受託。使用車両は日野・ポンチョ[33]。
  - 11月7日 - 東京電力福島第一原発構内自動運転EVバス導入の検討におけるテスト走行に参加。15日まで実施。使用車両はナビヤ・アルマ[34]。
  - 11月15日 - ソフトバンクと本田技術研究所がコネクテッドカー技術の強化を目的とした共同研究の検討を開始。
  - 12月22日 - 東京・丸の内の公道で試乗会実施[35]。ビル群のためGPSを使わず主にLiDARを用いた実証実験となった[36]。
- 2018年（平成30年）
  - 1月16日 - 5Gを利用したトラックの隊列走行などの実証実験を開始[37]。
  - 2月15日 - 東京電力福島第一原発構内バスに採用される[38]。
  - 2月21日 - 全日本空輸と羽田空港の公道で実証実験を開始。使用車両は日野・ポンチョ[39]。
  - 4月14日 - 岡山県赤磐市で宇野自動車と自動運転バスの実証実験を開始。使用車両は日野・リエッセ[40]。
  - 4月17日 - 福岡県北九州市で自動運転バスの実証実験を実施。使用車両は日野・ポンチョ[41]。
  - 4月18日 - 東京電力福島第一原発構内で自動運転EVバスの運行支援を開始。使用車両はナビヤ・アルマ[42]。
  - 4月26日 - 西日本鉄道と福岡空港内の国内線・国際線ターミナル間連絡バスルートで自動運転バス試乗会。使用車両は日野・ポンチョ[43]。
  - 5月20日 - 兵庫県、神姫バスと播磨科学公園都市理化学研究所播磨事業所における自動運転EVバスの実証実験を実施。使用車両はナビヤ・アルマ[44]。
  - 5月24日 - 小田急電鉄、神奈川中央交通と協業に関する協定を締結。慶應義塾大学湘南藤沢キャンパス内、江の島で自動運転バスの実証実験予定[45]。
  - 6月8日 - 神奈川中央交通と多摩ニュータウンにおけるバス自動運転実証実験を受託。使用車両は日野・ポンチョ[46]。
  - 7月4日 - 百度と自動運転バスの日本での活用に向けた協業で合意。使用車両は金龍客車・Apolong[47]。
  - 8月28日 - 経済産業省と国土交通省の「高度な自動走行システムの社会実装に向けた研究開発・実証事業　専用空間における自動走行などを活用した端末交通システムの社会実装に向けた実証」を受託した産総研より、ひたちBRTで行われる「ラストマイル自動走行の実証評価」を受託。10月19日から10月28日まで実施。使用車両は日野・ポンチョ[48]。
  - 9月6日 - 江の島で自動運転バスの実証実験。使用車両は日野・ポンチョ[49]。
  - 10月4日 - トヨタ自動車とソフトバンクが提携。合弁会社MONET Technologies設立[50]。
  - 12月3日 - ホンダとソフトバンクが5Gを活用するコネクテッドカーの実用化に向けた検証を開始したと発表[51]。
  - 12月4日 - 国土交通省の空港制限区域内の自動走行に係る実証実験を受託。
    - 1月15日から25日にかけては羽田空港第2ビルからサテライトターミナル間にて実施。使用車両は日野・ポンチョ。
    - 2月頃に第1ビルから34番付近オープンスポットにて実施。使用車両はナビヤ・アルマ[52]。

  - 12月12日 - 大船渡線BRT竹駒駅周辺でJR東日本、先進モビリティ、愛知製鋼、京セラ、ソフトバンク、日本信号、NECの7社でJR東日本管内のBRT（バス高速輸送システム）におけるバス自動運転の技術実証。使用車両は日野・リエッセ。2019年3月8日まで実施[53]。
  - 12月14日 - はままつフラワーパークでレベル4自動運転バスの体験試乗会を12月16日まで実施。使用車両はナビヤ・アルマ[54]。
- 2019年（平成31年/令和元年）
  - 1月15日 - 全日空、愛知製鋼、NIPPO、NEC等6社で羽田空港の制限区域内で自動運転バスの実証実験を実施。使用車両は日野・ポンチョ[55]。
  - 2月13日 - 神奈川中央交通と多摩ニュータウンで自動運転バスのサービス実証実験を実施。使用車両は日野・ポンチョ[56]。
  - 3月21日 - 明治大学と長崎県対馬市が2019年春に予定している自動運転バスの実証実験にナビヤ・アルマを提供[57]。
  - 3月23日 - 鳥取県八頭町で自動運転バスの実証実験を実施。使用車両は日野・ポンチョ[58]。
  - 7月3日 - 東京港区の汐留イタリア街の公道で一般車両の侵入を制限しない走行実験を予定。7月5日まで実施。使用車両はナビヤ・アルマ[59]。
  - 8月3日 - 明治大学と長崎県対馬市で公道実証実験を8月4日まで実施。使用車両はナビヤ・アルマ[60]。
  - 8月21日 - 江の島での公道実証実験を8月30日まで実施予定。使用車両は日野・ポンチョ[61]。
  - 9月26日 - 長崎市の港湾道路で開催する自律走行バスの試乗会に技術協力。実施は9月27日まで。使用車両はナビヤ・アルマ[62]
  - 10月5日 - 経済産業省及び国土交通省が推進する「スマートモビリティチャレンジ」の一環として、北海道上士幌町で「生涯活躍のまち上士幌 MaaS プロジェクト」を開始。貨客混載の実験を7日まで実施[63]。
  - 10月15日 - 千葉市美浜区の公道で、10月18日まで開催される自律走行バスの実証実験に協力。使用車両はナビヤ・アルマ[64]。
  - 11月8日 - スバルとソフトバンクで第5世代移動通信システム及びセルラーV2X通信システムを活用したユースケースの共同研究を開始[65]。
  - 11月11日 - ホンダとソフトバンクで5Gを活用したコネクテッドカー技術検証を完了[66]。
  - 11月12日 - 日本航空のプッシュバックに用いるトーイングトラクターの自動運転に関する実証実験の遠隔制御にディスパッチャーが採用される。翌年3月31日まで実施。使用車両はフランスTLD・TractEasy[67]。
  - 11月15日 - 気仙沼BRTで「JR東日本管内のBRTにおけるバス自動運転の技術実証」を2020年2月14日まで実施予定。使用車両は日野・ブルーリボンシティ[68]。
  - 11月25日 - 富士急行とさがみ湖リゾート プレジャーフォレストへの無人シャトルバス導入に向けた実証実験を12月1日まで実施。使用車両はナビヤ・アルマ[69]。
  - 11月26日 - MONETが福島県いわき市で行われる小型電動車の運行実験に参画。2020年春まで実施。使用車両はシンクトゥギャザー・イーコムエイトツー[70]。
  - 12月17日 - 大阪シティバス、大阪メトロとグランフロント大阪周辺で自動運転バス試乗会を12月18日まで実施。使用車両はナビヤ・アルマ[71]。
  - 12月10日 - 浜松市、スズキ、遠州鉄道と共同で、浜松市で自動運転車両の乗客向けWebサービス連携の検証を12月23日まで実施。使用車両はスズキ・ソリオ[72]。
- 2020年（令和2年）
  - 1月15日 - フィンランドのSensible 4 Oyと協業。フィンランドの公道で全天候型の自動運転バス「GACHA（ガチャ）」運行させる予定[73]。
  - 1月20日 - 香港のパーセプティン社と協業。低速自動運転電動車両とディスパッチャーを連携させ日本で運行実験の実施予定[74]。
  - 1月22日 - 全日本空輸と羽田空港の大型自動運転バスの実用化に向けた実証実験を1月31日まで実施。今回は磁気マーカーではなくSLAMを用いる。使用車両はBYD・K9RA[75]。
  - 3月10日 - 東京・丸の内仲通りにおいて、実証実験の準備中に他の車両との接触事故を起こしたと発表[76]。
  - 4月1日 - 社名をBOLDLY株式会社に変更。新社名は、“より太い”交通網の構築に“大胆に”挑戦するという思いを込めたもの」と紹介されている[77]。

## ソフトバンクの自動車関連事業
これまでソフトバンクグループでは、自動車関連事業として、ソフトバンクモバイルが2013年7月10日から香川県小豆郡土庄町豊島で超小型モビリティの実証実験を行い、2014年10月11日から奈良県明日香村で超小型モビリティのレンタルサービス「MICHIMO」を開始。2016年3月26日からは、PSソリューションズが香川県豊島で電動二輪車のレンタルサービス「瀬戸内カレン」を提供している。また、本田技研工業（ホンダ）の研究開発子会社である本田技術研究所とソフトバンクは、cocoro SB株式会社が開発したAI技術「感情エンジン」をモビリティへ活用する共同研究を実施し、またソフトバンクと本田技術研究所は第5世代移動通信システムを想定したコネクテッドカー技術の強化を目的とした共同研究を行っていた。 また、川崎重工業が「感情エンジン」を活用した次世代モーターサイクルの開発に着手している。
2016年10月20日、NEDOとフィリピン共和国貿易産業省（DTI）およびイントラムロス監督庁（IA）は共同で電動三輪自動車とEVエコシステムを組み合せた新公共交通システム実証事業を開始。ソフトバンクはその委託先となり、2016年10月から2018年9月までの約2年間、マニラ市内で50台の渦潮電機製電動三輪車「68VM」を巡回させる旅客輸送サービスの実証実験を行っていた。
2017年3月20日から内閣府が主導するSIPの自動運転に関する案件を受託し、最大で2018年度末まで沖縄県南城市で自動運転バスの実証実験を開始。日野自動車「リエッセ」「ポンチョ」の改造車を用いてバス停での幅寄せ停車試験を行う。
北九州市においては西日本鉄道・第一交通産業・早稲田大学・九州工業大学らと産官学連携し、17年度中に磁気マーカーを設置し2018年度まで走行機能安全の実証、2020年度までサービス実証を行い、2021年度〜2022年度の事業化を目標としている。
2019年3月、ソフトバンクの宮川潤一副社長は「SBドライブの英知はすべてモネに集約する方向感にある」とコメントしており、当社が将来的にMONET Technologiesの事業に継承される可能性をほのめかしている。